# Вооружённые столкновения в Нагорном Карабахе (2016)
Столкновения на линии соприкосновения в Нагорном Карабахе, также известные как «Четырёхдневная война» (азерб. Dördgünlük müharibə, арм. Քառօրյա պատերազմ) и «Апрельская война» (азерб. Aprel müharibəsi, арм. Ապրիլյան պատերազմ), – конфликт между вооружёнными силами Армении и непризнанной Нагорно-Карабахской Республики (НКР) с одной стороны и Азербайджана с другой. Начались в ночь на 2 апреля 2016 года и длились три с половиной дня. Обе стороны конфликта обвинили друг друга в нарушении режима прекращения огня, а также сообщили об интенсивных боевых действиях с применением артиллерии, авиации и о серьёзных потерях, нанесённых противнику.

## Предыстория
Межобщинный конфликт между азербайджанцами и армянами, имеющий давние исторические и культурные корни, приобрёл новую остроту в годы советской перестройки (1987—1988), на фоне резкого подъёма национальных движений в Армении и Азербайджане. К концу 1988 года в этот конфликт оказались вовлечены большинство жителей обеих республик, и он фактически перерос рамки локальной проблемы Нагорного Карабаха, превратившись в «открытую межнациональную конфронтацию».
10 декабря 1991 года в самопровозглашённой НКР прошёл референдум о независимости, который бойкотировало местное азербайджанское меньшинство. Референдум не был признан международными организациями. Тогда же прошли выборы в Верховный Совет НКР. Межнациональная конфронтация привела к масштабным военным действиям за контроль над Нагорным Карабахом и некоторыми прилегающими территориями.
После нескольких лет кровопролитных боев, 12 мая 1994 года, представители Азербайджана, Армении и НКР подписали соглашение о прекращении огня. Это закончило активную фазу военных действий в регионе и позволило перейти к переговорам о мирном урегулировании конфликта под эгидой Минской группы ОБСЕ, под патронажем России и в иных форматах.
За прошедшие с момента окончания активных боевых действий годы, Азербайджан и Армения активно закупали вооружение и боевую технику, преимущественно у России. По данным на 2014 год, опубликованным на сайте ЦРУ, Азербайджан тратил на военные нужды 5,1 % ВВП, Армения — 4,29 %. За все это время перемирие неоднократно нарушалось обеими сторонами. При этом, как отмечает специалист по Кавказу Томас де Ваал, традиционно стороной, которая больше всего нарушала режим прекращение огня, является азербайджанская сторона, которой не нравился установившийся статус-кво. Поэтому у них больше причин для нарушения договоренностей о прекращении огня.

## Ход конфликта

### Накануне
В ночь с 31 марта на 1 апреля НКР и Азербайджан обвинили друг друга в артобстрелах своей территории. 1 апреля в 9:00 на боевой позиции в Тавушской области Армении был обнаружен солдат-срочник со смертельным огнестрельным ранением в голову. В этот же день в 12:20 уже на северном направлении также на боевой позиции воинской части Армии обороны НКР выстрелом со стороны Азербайджана был убит армянский военнослужащий.
Официальная позиция Азербайджана: азербайджанские подразделения, дислоцированные в зоне конфликта, а также близлежащие населённые пункты были обстреляны из крупнокалиберных орудий, что привело к жертвам среди мирного населения. В связи с этим командование ВС Азербайджана решило принять ответные меры на Тертерском и Физулинском направлениях.
Официальная позиция Армении и НКР: азербайджанская сторона первой открыла артиллерийский огонь, после чего применила танки и вертолёты.
По мнению специалиста по Кавказу британского аналитического центра «Chatham House» Лоренса Броерса, неясно, как начались боевые действия, но косвенные доказательства и логика подсказывают, что виновником дестабилизации в Нагорном Карабахе является Азербайджан. Согласно Броерсу, дата эскалации (в этот день исполнилось 23 года со дня падения Кельбаджара), масштаб операции со столкновениями на трех различных направлениях, а также использование Азербайджаном всего спектра военной техники, ракет и авиации, напрочь отметает мысль о случайной эскалации. Как отмечает исследователь вооружённых конфликтов из «IISS Voices» Анастасия Воронкова, последнюю эскалацию надо рассматривать в контексте как внутренней, так и международной политики. Падение цен на нефть и девальвация национальной валюты Азербайджана значительно углубила социально-экономические проблемы страны и повысила народное недовольство. Согласно Воронковой, возможно именно поэтому Баку использовал «карабахский фактор», дабы оправдать большие расходы на оборону, а также сплотить общество против «армянского врага» и тем самым отвлечь внимание своих граждан от внутренних трудностей и социально-экономических проблем. Владимир Казимиров возложил ответственность за столкновения на Баку. Российский дипломат причину такого поведения азербайджанских властей видит в противоречивости и непоследовательности действий руководства Азербайджана. Казимиров отметил, что азербайджанская сторона давно не считается с обязательствами, официально принятыми в подписанных ею документах. Он напомнил, что ещё за три месяца до прекращения огня, 18 февраля 1994 года, министр обороны Азербайджана (вместе с министром обороны Армении и представителем Нагорного Карабаха) подписал документ о закреплении прекращения огня, где стороны обязались провести после достижения перемирия развод своих войск от линии соприкосновения. Однако потом Баку отказался отводить свои силы, что, естественно, породило уйму инцидентов: и случайных, и умышленных. В этом, согласно Казимирову, кроется одна из первопричин напряженности на линии соприкосновения. Профессор Международного института исследований проблем мира в Осло Павел Баев отмечает, что армян статус-кво вполне устраивал, а лидеру Азербайджана, в связи с резким падением цен на нефть и неустойчивым положением внутри страны, нужна была такая патриотическая волна, которая отвлекла бы от насущных проблем. «The Global Observatory» отмечает, что экономический спад, вызванный резким падением цен на нефть и последующим обесцениванием азербайджанской национальной валюты, привел к протестам и беспорядкам в Азербайджане в январе этого года. Таким образом, согласно изданию, мобилизация населения вокруг Нагорного Карабаха может способствовать повышению общественной поддержки режима в трудные экономические времена. Сотрудница Йоркского университета Нина Касперсен в своей статье в «The Washington Post» отмечает, что не совсем ясно, что послужило толчком для начала апрельских военных действий, хотя вероятно причиной было стремление Азербайджана проверить армянскую оборону и убедить армянских переговорщиков пойти на уступки за столом переговоров. Сотрудник аналитического агентства International Relations and Security Network в своей статье в «The National Interest» приходит к выводу, что несмотря на взаимные обвинения в нарушении режима прекращения огня, Армении и НКР не было необходимости в начале наступления, так как те и так контролировали Карабах и прилегающие территории. Кроме того, в последние годы именно Азербайджан был готов нарушить перемирие. В 2010 году, вскоре после срыва мирных переговоров, азербайджанские войска начали атаку, а в 2014 году вооружёнными силами Азербайджана был сбит армянский вертолет, летевший параллельно линии соприкосновения войск НКР и Азербайджана. Специалисты из польского института международных отношений отмечают, что текущая эскалация конфликта, скорее всего, произошла в результате запланированных действий властей Азербайджана. Приказ о начале наступления на армянские позиции мог быть принят военным командованием, но без сомнения, ему предшествовало предварительное согласие политического руководства Азербайджана, которое в вопросе Карабаха пользуется одобрением абсолютного большинства населения страны. Кроме этого, польские ученые отмечают, что азербайджанские власти намеренно поддерживают враждебность по отношению к армянам, а боевые действия помогли им отвлечь внимание азербайджанской общественности от растущих экономических проблем страны, связанных с низкими ценами на нефть и серьёзным ухудшением жизни значительной части населения Азербайджана, где в начале года вспыхнуло много спонтанных протестов. Российский историк, заведующий кафедрой постсоветских исследований ИМЭМО РАН Александр Крылов отмечает, что наращивание потенциала азербайджанской армии сопровождалось ростом военной напряженности на линии соприкосновения. Согласно ему, в 2015 году, в результате поставок вооружений в Азербайджан, прежний военно-политический баланс оказался существенно нарушенным в пользу Азербайджана. В ответ, Армения заключила с Россией новый льготный договор на поставку военной техники. Данное соглашение позволило бы нейтрализовать превосходство азербайджанской армии в отдельных видах вооружений. Однако боестолкновения в Карабахе начались до того, как новое вооружение поступило в Армению. Согласно А. Крылову, именно это военные эксперты видят одной из причин решения Баку о начале широкомасштабных военных действий — договор, предполагавший поставку в Армению ряда вооружений. Научный сотрудник Института исследований внешней политики (FPRI) Майкл Сесир отмечает, что наиболее достоверный анализ военных действий показывает, что они, скорее всего, были инициированы Азербайджаном.

### Боевые действия 1 и 2 апреля
— сёла, близ которых шли бои;

 — населённые пункты, находящиеся в непосредственной близости от зоны боевых действий;

Первые бои начались в ночь на 2 апреля 2016 года. Перед рассветом азербайджанские войска начали многоплановое наступление, с применением танков и вертолетов. Примерно в 8 утра появились первые сообщения, озвученные пресс-службой министерства обороны Армении, о наступлении азербайджанских войск по всей протяженности линии соприкосновения Армии обороны Нагорного Карабаха (АО НКР) и вооружённых сил Азербайджана. Азербайджанское военное ведомство впервые заявило о происходящем более чем через 3 часа после сообщения армянского ведомства, при этом переложив всю ответственность на армян.
По заявлению пресс-службы министерства обороны непризнанной НКР, вооружённые силы Азербайджана в ночь на 2 апреля предприняли наступательные действия на ряде направлений зоны карабахского конфликта, применив артиллерию, бронетехнику и авиацию. Одновременно были нанесены артиллерийские удары по населённым пунктам и местам постоянной дислокации ряда военных частей. Министр обороны Азербайджана Закир Гасанов заявил, что было задействовано 15-20 % азербайджанской армии, и что армия Азербайджана не ставила целью вести полномасштабную войну, а решала задачу подавления огневых точек армян, обстреливающих мирное азербайджанское население. В дальнейшем Министерство обороны Азербайджана заявило о занятии нескольких стратегических высот и полностью занятых населенных пунктов в Карабахе, в том числе села Сейсулан, высот вокруг села Талыш, а также высоты Лелетепе на физулинском направлении. Согласно заявлению Минобороны Азербайджана, высоты вокруг села Талыш могли создавать опасность для Геранбойского района страны и города Нафталан, а высота Лелетепе была взята для обеспечения безопасности города Горадиз. Позднее побывавшие в прифронтовой зоне репортёры Агентства Франс Пресс подтвердили занятие холма Лелетепе азербайджанской армией. Ряд СМИ со ссылкой на МО Азербайджана заявили о занятии азербайджанскими силами села Талыш. Армянская сторона опровергла эти заявления. По словам побывавшего в Талыше корреспондента газеты «Коммерсант», группа азербайджанских военных зашла в Талыш, но закрепиться там не смогла. Информационное агентство «РИА Новости» сообщало, что в окрестностях поселка Талыш 2 и 4 апреля азербайджанским военным удавалось дважды прорвать оборону и ненадолго занять Талыш, однако вскоре они были отброшены обратно за линию соприкосновения. Немецкое агентство Рейтер также сообщило о захвате села Талыш азербайджанскими ВС, и последующем отбитии его бойцами АО НКР. К вечеру 2 апреля обе стороны сообщили о многочисленных убитых и раненых.

### События после 2 апреля
По сообщению агентства «Интерфакс» с места событий, на большей части линии фронта в Нагорном Карабахе продолжились интенсивные бои. Наиболее массированными были столкновения на северо-восточном и юго-восточном направлениях. В Мардакертском и Гадрутском районах происходили перестрелки с применением тяжёлой артиллерии. Согласно сообщениям с линии боестолкновений, карабахские силы возвратили под свой контроль село Талыш и стратегически важные высоты в его окрестностях. В Министерстве обороны Азербайджана информацию о возвращении армянской стороной стратегической высоты вокруг села Талыш под свой контроль опровергли.
Противоречивыми оставались сообщения сторон о ситуации в районе села Сейсулан.
4 апреля официальные представители Министерства обороны Армении заявили о «серьёзном продвижении» на некоторых участках фронта, также Министерство обороны Армении сообщило о гибели пяти добровольцев в результате удара азербайджанским беспилотником; позднее армянской стороной было заявлено, что число погибших увеличилось до семи. Азербайджан заявил о гибели своего майора в районе Горадиз (южное направление). Министерство обороны Азербайджана в свою очередь опровергло информацию Минобороны Армении о серьёзном продвижении армянских вооружённых сил на линии фронта.
В этот же день ВС Азербайджана впервые применили тяжёлые огнемётные системы ТОС-1А «Солнцепёк», что было подтверждено и армянской стороной.
5 апреля Министерство обороны Азербайджана сообщило, что 4 апреля был нанесён удар по штабу военной базы противника в Мадагизе. В тот же день Министерство обороны Армении распространило информацию о том, что Азербайджан впервые применил в Нагорном Карабахе систему «Смерч». Со своей стороны Министерство обороны Азербайджана заявило, что пока не использовало данные системы. В свою очередь, военным ведомством Армении были выложены в сеть фотографии неразорвавшегося снаряда, доказывающие, по их словам, атаку ВС Азербайджана на Нагорный Карабах.

### Прекращение огня
5 апреля сторонами было объявлено прекращение боевых операций. Двустороннее соглашение о прекращении огня вдоль всей линии соприкосновения карабахских и азербайджанских военных сил достигнуто с 12 часов дня в ходе встречи начальников генштабов Армении и Азербайджана в Москве.
По сообщению Министерства обороны Азербайджана, подразделения ВС страны на взятых под контроль территориях начали проводить укрепительные работы.
В свою очередь, замминистра обороны Армении Давид Тоноян заявил, что между сторонами есть договорённость о прекращении боевых действий, однако режим прекращения огня не установлен. Кроме того, Тоноян опроверг контроль Азербайджана над какими-либо захваченными позициями. Тем не менее, советник постпредства НКР в России Арсен Мелик-Шахназаров заявил о переходе под контроль Азербайджана 300—400 квадратных метров на южном направлении с важными высотами{{{текст}}}[уточнить] близ границы с Ираном. Представитель Минобороны НКР Виктор Арустамян заявил, что речь идет об одной высоте, не имеющей, по его словам, какого-либо стратегического значения, площадь вершины составляет 5 квадратных метров, а высота 20 метров. Высота, по словам Арустамяна, локализуется на межпозиционном участке. Позднее президент Армении Серж Саргсян заявил, что азербайджанские войска заняли очень маленькие участки территории на севере и юге линии соприкосновения, которые не имели стратегического значения для армянских вооружённых сил.
6 апреля МИД Азербайджана организовал для группы иностранных журналистов визит в прифронтовую зону.
После прекращения огня азербайджанские СМИ опубликовали фото- и видеорепортажи с высоты Лелетепе.
7 апреля репортёры азербайджанского телевидения ANS посетили, по их словам, занятые ВС Азербайджана армянские позиции на высотах вокруг села Талыш, опубликовав фотоотчёт и видеорепортаж. 8 апреля Общественное телевидение Армении показало репортаж, по их словам, с возвращенных армянскими силами высот близ села Талыш. Репортёр Le Monde 11 апреля отметил, что оборона Талыша обеспечивается регулярными войсками НКР с помощью расположенных на окружающих холмах танков и артиллерии.

#### Сообщения о нарушении договорённости о прекращении огня
6 апреля Министерство обороны Азербайджана заявило о том, что с полудня 5 апреля по полдень 6 апреля с армянской стороны был произведён обстрел территории Азербайджана на нахичеванском участке армяно-азербайджанской границы в Ордубадском, Шахбузском и Бабекском районах; тот же источник заявил об ответном огне по армянской территории. Армянская сторона опровергла азербайджанские обвинения в обстрелах и заявила о том, что граница на нахичеванском участке спокойна. В этот же день президент Азербайджана Ильхам Алиев на встрече с министром иностранных дел России Сергеем Лавровым обвинил Армению в нарушении режима прекращения огня. Министерство обороны Азербайджана завило об интенсивном обстреле подразделениями армянской армии азербайджанских позиций близ села Тапкаракоюнлу Геранбойского района.
В тот же день Минобороны НКР опровергло распространенную азербайджанским военным ведомством информацию о якобы нарушении с армянской стороны договорённости о прекращении огня, в свою очередь обвинив в том же азербайджанскую сторону. В частности, по заявлению Минобороны НКР, 6 апреля в 18:30 на северо-восточном (Талышском) направлении от вражеского гранатометного обстрела погиб контрактный служащий Армии обороны НКР.
По сообщению Минобороны НКР, в ночь с 6-го на 7 апреля азербайджанские вооружённые силы предприняли диверсионно-разведывательную вылазку на северо-восточном (Талышском) направлении линии соприкосновения. В ходе развязавшегося ближнего боя противник был отброшен назад, оставив на поле боя капитана азербайджанских ВС, жителя Нафталана 1979 года рождения — Вагифа Дилгамоглу Байрамова. На сайте ведомства были опубликованы фотографии удостоверений личности Байрамова. Назвав это провокационным шагом, Минобороны НКР обвинило азербайджанскую сторону в целенаправленной попытке «дестабилизировать и без того взрывоопасную ситуацию».
8 апреля Минобороны НКР сообщило, что в ночь с 7-го по 8 апреля вследствие нарушения азербайджанской стороной договорённости о прекращении огня на северном (Талышском) направлении погиб военнослужащий Армии обороны НКР, есть раненые.

#### Получение тел погибших
По сообщению Министерства обороны Азербайджана, 8 апреля с 15:00 по бакинскому времени действовала договорённость о восстановлении режима прекращения огня, а при посредничестве представителей ОБСЕ и Международного Комитета Красного Креста до 8 часов вечера планировалось осуществление процесса по сбору с поля боя тел погибших военнослужащих с обеих сторон. К вечеру стало известно, что процесс поисков и вывоза тел погибших завершён.
Врачи азербайджанского отделения МККК забрали тела семи военных, погибших близ села Талыш, шесть из них были собраны азербайджанской стороной, один — передан армянскими сотрудниками МККК. Армянская сторона нашла тела двух своих погибших.
Согласно представителю президента НКР, 10 апреля азербайджанская сторона передала армянской тела 21 погибшего солдата, а азербайджанской стороне было передано около 13 тел. Также армянская сторона передала азербайджанской тела трёх членов экипажа сбитого вертолёта Ми-24. 19 апреля азербайджанская сторона забрала с линии соприкосновения тело своего последнего ещё не похороненного военнослужащего.

## Намерения сторон
По мнению британского журналиста Тома де Ваала, автора книги о карабахском конфликте «Чёрный сад», причиной начала столкновений стало желание одной из конфликтующих сторон, скорее всего Азербайджана, переломить ход событий в свою пользу с помощью ограниченной военной кампании. Де Ваал отмечает, что у Баку было больше причин нарушать перемирие, так как для потерпевшего поражение в 1990-х годах Азербайджана нарушение перемирия — один из немногих оставшихся у него инструментов давления на Ереван.
Президент Азербайджана Ильхам Алиев заявил на саммите по вопросам ядерной безопасности, проходившем в США, что условием прекращения вооружённого конфликта в Нагорном Карабахе является восстановление территориальной целостности страны. Посол Азербайджана в России Полад Бюльбюль-оглы заявил, что Азербайджан готов перейти от дипломатического урегулирования конфликта с Арменией к военному, поскольку, по его словам, Карабах — это азербайджанская территория, которая по-прежнему оккупирована Арменией.
3 апреля Армия обороны НКР заявила, что готова обсудить предложения о перемирии «в контексте восстановления прежних позиций».
4 апреля министр обороны Азербайджана дал указания всем родам войск быть готовыми к нанесению ударов по Степанакерту и другим контролируемым армянскими силами городам Нагорного Карабаха, если армянская сторона не прекратит наносить удары по населенным пунктам Азербайджана. В свою очередь министерство обороны НКР заявило, что ответ на реализацию азербайджанской стороной угроз нанести удар по Степанакерту будет «несоразмерным и более болезненным».
В интервью, данном TVArtsakh 10 апреля 2016 года, генерал-майор Армии обороны НКР Виталий Баласанян сообщил, что наступление азербайджанской армии на северо-восточном и юго-восточном направлении НКР было отвлекающим манёвром, тогда как основной удар Азербайджан намеревался нанести на восточном (агдамском) направлении. По словам военного, эти планы были раскрыты армянской стороной: по скоплениям азербайджанской армии, сосредоточенной на этом направлении, был нанесен упреждающий артиллерийский удар, сорвавший, по словам Баласаняна, планы противника.

## Потери

### Заявления международных организаций о потерях
По данным Управления ООН по координации гуманитарных вопросов с 1 по 3 апреля в зоне конфликта погибли не менее 33 человек и свыше 200 получили ранения.

### Заявления воюющих сторон о своих потерях

#### Азербайджанские данные
Согласно официальным азербайджанским данным, на 4 апреля потери Азербайджана составили:
- 15 военнослужащих убитыми (12 — с 1 по 2 апреля[16]; 3 — с 3 по 4 апреля[118]);
- 1 сбитый вертолёт Ми-24[16];
- 1 подорвавшийся на мине танк[16].

5 апреля Министерство обороны Азербайджана заявило, что всего за последние два дня погибло 16 военнослужащих Азербайджана. В этот же день руководитель пресс-службы Министерства обороны Азербайджана Вагиф Даргяхлы заявил, что ВС Азербайджана за время военных действий на линии соприкосновения в Карабахе потеряли 31 военнослужащего. Согласно обнародованному 19 апреля заявлению пресс-службы Минобороны Азербайджана, «в ходе последних событий, происходящих на линии соприкосновения войск, информация о погибших, раненых, их данные и воинские специальности составляют государственную тайну».
Азербайджанские власти завели дело в отношении руководства и журналистов независимого канала «Мейдан ТВ» — одного из немногих независимых медиа, рассказывающего о событиях в Азербайджане. По одной из версий, против «Мейдан ТВ» начали уголовное дело из‑за публикации списка погибших в конфликте в Нагорном Карабахе. Редакция приводит список из 93 погибших, в то время как Министерство обороны Азербайджана заявляет о 31 погибшем. По словам главного редактора Эмина Милли, каждый человек в этом списке действительно погибший в военных действиях, и Министерство обороны Азербайджана не может опровергнуть эту информацию.

#### Армянские данные
В сообщении Армии обороны НКР от 4 апреля говорится, что с момента начала обострения ситуации армянская сторона потеряла 7 танков, 20 военнослужащих погибли, 72 ранены, ещё 26 военнослужащих пропало без вести. Согласно сводке от 5 апреля по данным Армии обороны НКР потери армянской стороны составили:
- 29 военнослужащих убиты;
- 101 военнослужащий ранен;
- 14 танков[123].

6 апреля советник первого класса постпредства НКР в РФ Арсен Мелик-Шахназаров заявил, что 26 пропавших без вести военнослужащих также убиты. Их тела, по словам Мелик-Шахназарова, остались на взятых Азербайджаном территориях.
По данным на 7 апреля Минобороны НКР, число погибших армянских военнослужащих равно 36 человек, раненых — 122, пропавших без вести — 21.
8 апреля пресс-секретарь Минобороны Армении на своей странице в Facebook, опубликовал список 44 армянских военнослужащих, погибших со 2 по 8 апреля.
13 апреля Министерство обороны Армении сообщило, что всего с армянской стороны погибло 77 человек (64 военнослужащих, а также 13 добровольцев и резервистов), а так же один пропал без вести. Позже выяснилось, что пропавший без вести капитан Аргишти Габоян погиб.
Итого потери армянской стороны в ходе боевых действий составили 78 человек.
Кроме того, в период со 2 по 13 апреля в условиях напряженности на границе небоевые потери составили: девять военнослужащих, два добровольца, четыре мирных жителя, погибших в результате преступных действий противника. Всего — 15 погибших и скончавшихся.

### Заявления воюющих сторон о потерях противника
Практически все заявления сторон о потерях противника опровергаются противоположной стороной.

#### Азербайджанские данные
2 апреля Министерство обороны Азербайджана заявило, что армянская армия потеряла 6 танков, 15 артиллерийских установок, а также свыше 100 убитых и раненых. Данное сообщение было опровергнуто Министерством обороны Армении.
3 апреля азербайджанская сторона заявила о том, что ВС страны сбили на высоте «Лелетепе» армянский БПЛА.
4 апреля Министерство обороны Азербайджана представило видеокадры уничтожения командно-штабного пункта армянской армии в Нагорном Карабахе, заявив также о гибели ряда офицеров, включая генералов и полковников армянской армии. Минобороны Нагорно-Карабахской республики опровергло это заявление Азербайджана.
По сообщению Министерства обороны Азербайджана от 5 апреля, в период с 4 по утро 5 апреля, всего армянская сторона потеряла 70 человек убитыми и до 20 единиц военной техники, в том числе 2 танка и до 5 единиц военной техники на физулинском направлении.
На 6 апреля, согласно Министерству обороны Азербайджана, потери армянской стороны в ходе военных действий в Нагорном Карабахе превысили 200 человек убитыми и более 500 ранеными.
7 апреля Министерство обороны Азербайджана предоставило снимки перехваченного, по словам ведомства, беспилотного летательного аппарата «Х-55» ВС Армении.

#### Армянские данные
2 апреля Министерство обороны Нагорно-Карабахской Республики заявило, что армия Азербайджана потеряла в ходе боёв более 200 военнослужащих, 8 танков и 2 вертолёта. Данное заявление было опровергнуто Министерством обороны Азербайджана. Кроме того, властями НКР были обнародованы кадры, на которых, согласно их утверждениям, был показан сбитый БПЛА азербайджанской армии. В ответ официальными представителями Министерства обороны Азербайджана было заявлено, что на вооружении азербайджанской армии подобной модели БПЛА нет.
4 апреля армянская сторона заявила о том, что её силами было подбито 3 азербайджанских танка.
Всего, начиная с 2 апреля, по заявлению армянской стороны, Азербайджан потерял 29 танков. Несколько ранее армянская сторона заявила о том, что потери азербайджанской стороны составили 18 танков, 3 бронетранспортёра, одна инженерная машина, два вертолета, шесть беспилотников, одна установка «Град» ММ-21, более 300 военнослужащих. Министерство обороны Азербайджана данное заявление опровергло.
На 5 апреля, по сведениям, представленным Армией обороны НКР во время брифинга, потери азербайджанской стороны превышают 2 тыс. чел. убитыми и ранеными. Источник утверждает, что эти оценки получены на основе радиоперехвата. Кроме того, был приведён уточнённый список уничтоженной азербайджанской военной техники, а именно — 24 танка, 1 огнемётная система ТОС-1А «Солнцепёк», 1 БМП, 6 бронемашин, 1 инженерная машина, 1 РСЗО «Град», 2 вертолета, 12 беспилотных летательных аппаратов.
По сообщению Минобороны НКР, 7 апреля в небе над Карабахом были сбиты 2 ударных беспилотника ВС Азербайджана. По сообщению пресс-секретаря президента НКР, в тот же день, во время визита сопредседателей Минской группы ОБСЕ в Степанакерт, азербайджанский БПЛА был сбит в небе над городом.

## Заявления о нарушениях прав человека
Согласно сообщениям британских, российских, курдских и езидских газет, убитый в бою 20-летний солдат армянской армии Кярам Слоян (из езидской общины Армении) был обезглавлен. В соцсетях появились фотографии и видео, на которых, согласно СМИ, изображен азербайджанский солдат, держащий отрубленную голову солдата в качестве трофея. Репортер The Sunday Times сообщил о «шокирующих фотографиях азербайджанских солдат, позирующих с отрубленной головой Слояна» в окружении толпы. Информация была подтверждена представителями езидской общины Армении. Азербайджанская сторона охарактеризовала данную информацию как провокацию, а сами фотографии назвала сфальсифицированными, заявив, что запечатленный на фото военный, будучи командиром артиллерийского взвода, непосредственного участия в военных действиях на передовой не принимал. Тело Слояна было похоронено в его родной деревне 5 апреля 2016 г., как отмечают СМИ, без головы. После того, как 8 апреля азербайджанская сторона при посредничестве Красного Креста вернула, согласно сообщениям, отрезанную голову солдата, 9 апреля голова была похоронена рядом с телом[уточнить]. Министерство обороны Азербайджана опровергло информацию о том, что у переданных армянской стороне тел были отрезаны головы, заявив, что тела были переданы при участии международных наблюдателей и случаев обезглавливания и каких-либо прочих следов издевательств и насилия над телами зафиксировано не было. Как отмечает Новая газета, шокирующие фотографии обезглавленного Кярама Слояна появилась в соцсети в одной из азербайджанских групп ещё 6 апреля, где от лица неких военнослужащих азербайджанской армии выкладываются сообщения с линии фронта. В одном из сообщений (позже удаленном, но сохранившемся в виде скриншотов в армянских СМИ) были размещены три фотографии, на которых мужчина в камуфляже с замазанным лицом с разных позиций показывает отрезанную голову, которую держит на вытянутой руке.. 30 июня 2016 года Генеральная прокуратура Нагорно-Карабахской Республики (НКР), в ходе дела об убийстве и глумлении над армянскими военнослужащими, озвучила данные экспертизы, проведенной над телами 15 солдат. Согласно результатам экспертизы, Кярам Слоян и Грант Гарибян были обезглавлены после смерти. Айк Тороян был обезглавлен при жизни, последнему также отрезали руку. Кроме того, согласно озвученному заявлению, головы Гранта Гарибяна и Айка Торояна так и не были возвращены. Помимо этого в докладе отмечалось, что у других солдат были отрезаны уши и пальцы, выколот глаз и имелись порезы на груди
Согласно сообщениям СМИ, после занятия Талыша армянскими силами в деревне были обнаружены изувеченные тела армянских стариков. Журналист Максим Юсин в газете «Коммерсантъ» также коснулся темы зверского убийства стариков семьи Халапян во время временного входа на территорию села Талыш азербайджанских спецподразделений. «Фотографии трупов с отрезанными ушами возродили воспоминания о зверствах войны 1988—1994 годов»,— написал репортёр Le Monde. Подготавливаются жалобы о фактах насилия над гражданским населением во время обострения конфликта для отправки в Европейский суд по правам человека (ЕСПЧ). По словам ведущего адвоката России по правам человека, главы Центра содействия международной защите Каринны Москаленко, «даже при наличии всей картины международному суду будет сложно решить, отнести ли это к военному преступлению или к преступлению против человечности».

### Со стороны международных организаций и наблюдателей
В апреле 2016 года Европейский институт омбудсмена (ЕИО) выступил с заявлением, осуждающим нарушение прав человека в отношении гражданских лиц и нападения на гражданские объекты в Нагорном Карабахе. ЕИО сообщил, что обеспокоен информацией о том, что «гражданские жители Нагорного Карабаха подверглись нечеловеческому обращению», «мирные жители были убиты в населенных пунктах Нагорного Карабаха жестокими и бесчеловечными методами исполнения», «даже машины скорой помощи, перевозившие раненых, были обстреляны». В заявлении отмечается, что «все эти действия представляют собой грубые нарушения прав человека», нарушая европейские права человека и человеческие ценности, ставя под угрозу европейскую систему защиты и поощрения прав человека.

### Взаимные обвинения воюющих сторон
Взаимные обвинения сторон в обстреле мирных жителей были отвергнуты военными ведомствами Азербайджана и НКР.

#### Азербайджанские данные
МИД и Генеральная прокуратура Азербайджана заявили, что 2 апреля в результате ударов ВС Армении погибли жители села Караагаджы и посёлка Шыхарх Тертерского района Азербайджана. По факту было возбуждено уголовное дело. К 3 апреля, по заявлению Генеральной прокуратуры Азербайджана, в результате армянского обстрела 10 мирных жителей получили ранения. По всем фактам прокуратура возбудила уголовные дела.
4 апреля азербайджанские исполнительные власти в Тертерском районе заявили, что вследствие нападения армянских подразделений на территории района был повреждён 31 дом, а также городская мечеть; двое гражданских лиц получили ранения. По сообщению азербайджанской стороны, в этот день в результате обстрела со стороны ВС Армении жертвой снаряда, угодившего в здание мечети в селе Ахмедагалы Агдамского района, стал пожилой мирный житель. Говоря об этом же событии, популярный паблик Azerbaijan Armed Forces в соцсети «ВКонтакте» сообщил, что погибший «покидал место молитвы». Как отмечает обозреватель «Новой газеты» Владислав Мальцев, обещанных в скором времени фотографий и видеозаписи пострадавшей мечети в этом паблике так и не появилось. В свою очередь, продолжая эту тему, в заявлении МИДа Азербайджана от 6 апреля было сказано: «Во время богослужения в одну мечеть попал артиллерийский снаряд крупного калибра». Однако в сообщении прокуратуры Агдамского района Азербайджана, опубликованном днем ранее 5 апреля, говорится лишь, что «пастух 1954 года рождения Гараш Дадашов погиб 4 апреля в 17.00 по местному времени (16.00 мск) в результате разрыва минометного снаряда рядом с мечетью в селе Ахмедагалы». Таким образом, как отмечает Владислав Мальцев, так и не ясно, имело ли место попадание снаряда в мечеть во время богослужения, либо же взрыв упавшего боеприпаса произошёл рядом со зданием, уничтожив отару овец с пастухом.
По сообщению Министерства образования Азербайджана, 4 апреля в результате обстрела со стороны армянских позиций села Сейдимли Тертерского района был ранен семиклассник местной средней школы.
5 апреля Генеральная прокуратура Азербайджана заявила, что в результате армянского обстрела в селе Гасанкая погибла 16-летняя Турана Гасанова, в дом которой попал снаряд. По факту прокуратурой Тертерского района Азербайджана было возбуждено уголовное дело.
7 апреля Министерство обороны Азербайджана обвинило подразделения армянской армии в обстреле перевозившей раненых мирных жителей санитарно-медицинской машины.
По данным МИД Азербайджана на 12 апреля, в результате обстрелов армянской стороной 32 населённых пунктов на линии соприкосновения в Карабахе всего погибли 6 гражданских лиц (включая двух подростков младше 16 лет), 26 тяжело ранены, были разрушены 232 частных дома, 99 электрических опор, 3 электроподстанции, километры водопроводов и газопроводов. Также, согласно заявлению МИД, ВС Армении нанесли удары самонаводящимися ракетами по школам, больницам, мечетям и социальным учреждениям.
По словам представителя пресс-службы министерства обороны Азербайджана, тела азербайджанских военнослужащих, попавшие к противнику и возвращенные при посредничестве МККК, были подвергнуты издевательствам армянской стороной. В заявлении представительства Азербайджана при ОБСЕ, зачитанном на 1096-м заседании Постоянного совета ОБСЕ в Вене 14 апреля, говорилось о выявлении фактов издевательств армян над телами погибших азербайджанских военнослужащих. В заявлении сообщалось, что Военная прокуратура Азербайджана и судебно-медицинская экспертиза зарегистрировали на возвращенных телах многочисленные признаки жестокого обращения, включая травмы тупыми предметами, повреждения черепа, переломы костей и пр. На основании этих фактов было начато уголовное расследование. В ответ на обвинения c азербайджанской стороны, государственной комиссией НКР по вопросам военнопленных и без вести пропавших в специальном заявлении было сказано, что до начала процедуры обмена тела всех погибших азербайджанских солдат были обследованы в присутствии представителей Международного Комитета Красного Креста и каких-либо следов недостойного или жестокого обращения на телах азербайджанских военнослужащих обнаружено и зафиксировано не было
В мае эксперты Национального агентства по разминированию территорий Азербайджана (ANAMA) заявили, что обнаружили на территории сёл Аскипара и Карагаджы Тертерского района два неразорвавшихся фосфорных боеприпаса, которыми согласно азербайджанской стороне, в апреле обстреливались населенные пункты Азербайджана. Оба снаряда были обезврежены. Минобороны и МИД Армении также отвергли обвинения в использовании армянской стороной снарядов с «белым фосфором».
Согласно Давиду Бабаяну, пресс-секретарю президента Нагорно-Карабахской республики, распространенные Азербайджаном слухи об использовании армянской стороной химического оружия являются «черным пиаром», помимо этого он заявил о неоднократных случаях использования Азербайджаном химических веществ против ряда населенных пунктов Степанакерта, Шуши и Аскерана". Спустя год, болгарское издание «Труд» опубликовало расследование  согласно которому госавиакомпания Азербайджана «Silk Way Airlines» под видом дипломатических рейсов совершала тайные транспортировки вооружений. Впоследствии часть из перевозимого авиакомпанией оружия была использована Азербайджаном против армянских соединений в Нагорном Карабахе. Из полученных в ходе расследования документов азербайджанского посольства следовало, что боеприпасы с белым фосфором были доставлены в Азербайджан за год до апрельской эскалации в Нагорном Карабахе

#### Армянские данные
2 апреля официальные представители НКР заявили, что в Мартунинском районе в результате ракетно-артиллерийского обстрела азербайджанских ВС из установки ММ-21 («Град») погиб 12-летний ребёнок, ещё двое детей получили ранения. В дальнейшем появилось сообщение представителей НКР о гибели ещё одного гражданского.
3 апреля армянский новостной сайт Hetq.am опубликовал фоторепортаж, согласно которому 2 апреля азербайджанские спецподразделения, вошедшие в село Талыш, убили трёх пожилых мирных жителей и отрезали им уши. В дальнейшем подобные обвинения выдвинули и официальные представители НКР и Армении. В ответ азербайджанские власти обвинили Армению в распространении провокационных сообщений об убийствах и издевательствах над телами.
6 апреля Министерство обороны НКР обвинило азербайджанскую сторону в обстреле из танка машины скорой помощи, которая находилась на линии соприкосновения для перевозки тел погибших. Машина была уничтожена, но так как в момент обстрела персонала в ней не было, никто не пострадал.
10 апреля 2016 г. Государственная комиссия НКР по вопросам военнопленных, заложников и без вести пропавших в присутствии сотрудников Международного Комитета Красного Креста зафиксировала, что переданные в тот же день азербайджанской стороной тела 18 погибших армянских солдат были подвергнуты истязаниям и глумлению. В своем заявлении Комиссия назвала данный поступок «вопиющим проявлением антигуманизма» и «грубым попранием нормы международного гуманитарного права, в частности, требованиям Женевской конвенции 1949 г. об улучшении участи раненых и больных в действующих армиях, 3-й Женевской конвенции 1949 г. об обращении с военнопленными, а также 1-го дополнительного протокола 1977 г. к Женевским конвенциям от 12 августа 1949 года, касающегося защиты жертв международных вооружённых конфликтов», и заявила, что «карабахская сторона будет добиваться того, чтобы подобное поведение азербайджанской стороны было подвергнуто строжайшему осуждению со стороны международного сообщества и специализированных структур, а виновные — понесли наказание». Министерство обороны Азербайджана назвало заявление об издевательствах над телами армянских военных надуманными и имеющими провокационные цели.
14 апреля на заседании постоянного совета ОБСЕ глава армянской делегации Арман Киракосян выступил с заявлением относительно нарушения со стороны Азербайджана международных гуманитарных норм, отметив, что в ходе последних развязанных Азербайджаном наступательных действий на Нагорный Карабах намеченной мишенью стали гражданские поселения и мирное население, в том числе дети и пожилые люди. 12-летний мальчик был убит возле своей школы вследствие обстрела из системы «Град», ещё двое школьников были ранены. В селе Талыш были истерзаны и зверски убиты трое членов семьи Халапян, в том числе 92-летняя Маруся Халапян. Посол обвинил азербайджанских военных, которые, по словам Киракосяна, действовали по образу и подобию «Исламского государства», в обезглавливании военнослужащих Айка Торосяна, Гранта Гарибяна и Кярама Слояна. Он подчеркнул, что подобные варварские действия противоречат элементарным нормам цивилизованного мира и являются нарушениями основополагающих международных документов, в том числе Всеобщей декларации прав человека, конвенции о правах ребёнка, Женевских конвенций и дополнительных протоколов, и носят все свойственные военным преступлениям черты. Как заявил председатель объединения езидов «Синджар» Борис Мураз, члены семьи погибшего Кярама Слояна, офис омбудсмена Армении, Национальное объединение езидов «Синджар», организация «Зашита прав без границ» в середине апреля подали в Европейский суд по правам человека иск с требованием квалифицировать содеянное в отношении Слояна как военное преступление. По его словам, к иску прилагаются публикации, фотографии, а также «шокирующая видеозапись, на котором видно, как в одном из азербайджанских сел собравшимся демонстрируют отрубленную голову Слояна».
Согласно заявлению пресс-службы Армии обороны НКР, азербайджанские ВС в ночь на 29 апреля продолжили нарушать договоренность о прекращении огня по всему периметру линии соприкосновения с НКР, применяя стрелковое оружие различного калибра, а также минометы калибра 60 мм (19 снарядов), 82 мм (128 снарядов), 120 мм (5 снарядов), гранатометы «РПГ-7» (2 снаряда), «АГС-17» (27 снарядов).
Минобороны НКР 28 апреля также опубликовало фотографии, доказывающие, по их мнению, размещение военных объектов вооружённых сил Азербайджана в населенных пунктах у линии соприкосновения. В частности, подчеркивается близость военных баз к азербайджанским селам Чеменли и Загнишал. «Военные объекты, указанные на фотографии, согласно принципам международного права (статья 52 Женевской конвенции от 12 августа 1949 года о защите гражданского населения во время войны) являются легитимной целью», — говорится в сообщении ведомства. По словам азербайджанских властей, заявления о том, что Азербайджан размещает военные объекты в населенных пунктах, не соответствуют действительности. Репортёрам BBC, которым власти это сообщили, убедиться в этом, несмотря на первоначальные обещания, не удалось из-за отказа министерства обороны Азербайджана, который объяснили опасениями за безопасность группы из-за возросшей напряженности.

## Итоги и последствия
Военные действия со 2 на 5 апреля 2016 года были самыми крупномасштабными после соглашения о прекращении огня в мае 1994 года до Второй карабахской войны.  По мнению заведующего отделом евразийской интеграции Института стран СНГ Владимира Евсеева, «блицкриг» Баку провалился, а Азербайджан не в состоянии вести войну на истощение. Израильский эксперт, бывший руководитель спецслужбы «Натив» Яков Кедми выразил мнение, что возобновление полномасштабной войны могло закончиться очередным поражением Азербайджана и он не был в состоянии занять хотя бы часть конфликтной территории. По его словам, произошедшее было лишь случайной акцией без каких-либо приготовлений к настоящим широкомасштабным военным действиям.
13 апреля перед зданием посольства России в Ереване несколько десятков человек вышли на акцию протеста против продажи вооружения России Азербайджану, бросив в сторону здания посольства яйца и монеты.
26 апреля указом президента Армении были уволены трое высокопоставленных военных: замминистра обороны Алик Мирзабекян, начальник войск связи ВС генерал-майор Комитас Мурадян и начальник разведывательного управления главного штаба ВС генерал-майор Аршак Карапетян. По данным источников газеты «Коммерсантъ», близких к Минобороны РФ, отставка высокопоставленных армянских военных напрямую связана с последними событиями в Нагорном Карабахе. Аршака Карапетяна уволили из-за "просчетов его подчиненных, не сумевших заранее оповестить высшее руководство о стягивании Азербайджаном к линии соприкосновения тяжелых вооружений (в частности, огнеметных систем ТОС-1А, после применения которых армянские военнослужащие понесли серьезные потери). Также, в больницах Нагорного Карабаха для пострадавших не оказалось противоожоговых средств, которые в экстренном порядке пришлось доставлять из Москвы. По данным источников «Коммерсанта», Алик Мирзабекян был отстранен от должности «из-за просчетов со снабжением армянских военнослужащих», а Комитас Мурадян — из-за «проблем в войсках, проявившихся в ходе последней вспышки конфликта». По словам главы парламентской фракции Республиканской партии Армении Ваграма Багдасаряна, увольнение Саргсяном ряда высокопоставленных военных Армении является следствием «недочётов, выявленных во время апрельского конфликта в Карабахе».
Правительство Армении 5 мая 2016 года одобрило заключение по законопроекту о признании независимости самопровозглашенной Нагорно-Карабахской Республики (НКР). Согласно замглавы МИД Армении, «признание независимости НКР обусловлено результатами обсуждений между Арменией и НКР, учитывая дальнейшее развитие, в том числе внешними факторами». Двумя днями ранее глава пресс-службы министерства иностранных дел Азербайджана Хикмет Гаджиев заявил, что признание НКР со стороны Армении будет означать отказ официального Еревана от переговорного процесса, начатого Минской группой, назвав это примером «неуважения к международной общественности и переговорному процессу».
3 мая репортёры BBC, для которых властями Азербайджана была организована хорошо спланированная поездка по нескольким прифронтовым деревням и двум больницам, опубликовали репортаж из прифронтовых территорий Азербайджана. Журналистам BBC показали дома, которые, по словам властей Азербайджана, были разрушены в результате обстрелов с армянской стороны. Ввиду обострения ситуации в Нагорном Карабахе азербайджанские оппозиционные активисты и оппозиционные интернет-сайты заглушили свою антиправительственную риторику, что было вызвано либо поддержкой действий правительства Азербайджана, либо желанием избежать обвинений в предательстве национальных интересов.
18 мая Министерство обороны Азербайджана официально заявило, что в результате столкновений ВС Азербайджана заняли более 2000 га территории, и ещё больше территорий удалось взять под контроль с оперативной точки зрения. По словам президента Армении Сержа Саргсяна, армянская сторона потеряла 800 га территорий, которые, по его словам, «не имеют никакого стратегического или тактического значения». Вслед за армянским президентом, «Международная кризисная группа» в своем отчете об апрельских боях также заявила о потере армянской стороной лишь 800 га.
В ходе апрельских боёв более 2000 человек покинуло Карабах и перебралось в Армению. Основную часть перемещенных лиц составили женщины, дети и престарелые люди, в то время как мужчины остались в Карабахе для защиты своих домов и участия в специальных операциях. По состоянию на конец 2016 года продолжали оставаться перемещенными лицами 573 человека (172 семьи), которые были в основной своей массе из разрушенной деревни Талыш.
Часть талишенцев (51 семья, это порядка 190 человек) живёт во временном поселении Алашан. Власти вели строительные работы в селе Талыш.

### Азербайджан
19 апреля 2016 года пресс-служба Президента Азербайджанской Республики сообщила, что согласно распоряжению главы государства группа особо отличившихся в боях со 2 по 5 апреля 2016 года на линии соприкосновения военнослужащих Азербайджана за проявленные героизм и отвагу при защите территориальной целостности Азербайджанской Республики была удостоена почётных званий, награждена орденами и медалями. Среди награждённых за заслуги перед Родиной есть удостоенные почетного звания «Национальный Герой Азербайджана», орденов «Азербайджанское знамя» и «За службу Отечеству», медалей «За Родину», «За отвагу», и «За военные заслуги».
Полковник-лейтенант Шюкюр Гамидов (отличился в боях за высоту Лелетепе), полковник-лейтенант Мурад Мирзаев (посмертно) и майор Самид Иманов (погиб в ночь с 3 по 4 апреля в боях в окрестностях села Талыш) были удостоены звания Национального Героя Азербайджана.
Капитан Мирдамат Багиев (выжил) и полковник Вугар Юсифов (посмертно) были удостоены ордена «За службу Отечеству» 3-й степени, пилоты вертолёта Ми-24 майор Тебриз Мусазаде, майор Урфан Велизаде и старший лейтенант Бекир Исмаилов — ордена «Азербайджанское знамя» (посмертно), капитан Ингилаб Гулиев (погиб в боях за высоту Лелетепе), рядовой Самир Качаев и рядовой Сабухи Мусаев — медали «За отвагу» (посмертно), старший лейтенант Зия Гасанов, прапорщик Элмидар Сафаров, сержант Тебриз Аскеров, рядовые Вусал Алиев, Алтун Демирли и Нурлан Гасымов — медалями «За отличие в военной службе» 3-й степени (все — посмертно).
Полковнику Маису Бархударову, проявившему особое мужество во время боев за высоту Леле-тепе, было присвоено звание генерал-майора.
1 мая Ильхам Алиев прибыл в воинскую часть в Тертерском районе, расположенную на линии соприкосновения, вручил подарки бойцам, проявившим отвагу в ходе боев с армянскими силами.
В 2017 году были арестованы и подвергнуты пыткам десятки военнослужащих азербайджанской армии — их обвиняли в шпионаже в пользу Армении. Девять человек скончались, не выдержав истязаний. Азербайджанский военный эксперт, полковник в отставке Иса Садыгов заявил, что боевые потери в те четыре дня показали, что «страна не готова и не способна вести боевые действия». Тертерский район (где год спустя произошли массовые пытки) находится как раз рядом с линией соприкосновения воюющих сторон. Эксперт считает, что само «Тертерское дело» появилось из-за желания командования «скрыть свои упущения» во время апрельских боев 2016 года.".

### Армения и НКР
В ходе посещения одной из воинских частей 19 апреля 2016 президентом РА Сержем Саргсяном и президентом НКР Бако Саакяном за исключительную храбрость, самоотверженную смелость и преданность Орденом «Боевого креста» 1-й степени награждены полковник Геннадий Багдасарян, полковник Арарат Мелкумян, подполковник Артем Геворкян, майор Эдик Малоян, майор Арарат Багдсарян, сержант Марат Петросян.
Орденом «Боевого креста» 2-й степени награждены полковник Норайр Асланян, полковник Сергей Арустамян, подполковник Мартин Джангирян, майор Арам Погосян, майор Артур Овсепян, капитан Арман Адамян, старший лейтенант Роман Адамян, младший сержант Размик Гаспарян, сержант Шули Акопян, младший сержант Артур Агасян, рядовой Арутюн Бадлян, рядовой Нарек Малхасян.
Медалью «За отвагу» награждены подполковник Вреж Григорян, подполковник Камсар Арутюнян, майор Аксел Григорян, майор Айк Галстян, капитан Эдуард Тельян, лейтенант медицинской службы Армен Бабаян, военнослужащий-контрактник сержант Мгер Авакян, военнослужащий-контрактник, рядовой Смбат Багдасарян, военнослужащий-контрактник, рядовой Ваан Самсонян, военнослужащая-контрактник, рядовая Юрида Габриелян, фельдшер, старшина Алик Айрапетян, военнослужащий-контрактник, рядовой Сурен Нерсисян, военнослужащий-контрактник, младший сержант Вреж Бзнуни, военнослужащий-контрактник, рядовой Геворк Манукян.
Медалью «За боевые заслуги» награждены капитан Араик Погосян, лейтенант Роберт Багян, военнослужащий-контрактник, рядовой Рудик Малхасян.
8 мая 2016 года младший сержант Роберт Абаджян посмертно удостоен высшего звания НКР «Герой Арцаха» и ордена «Золотой орел».